# Nicolas Cop
Nicolas Cop est un humaniste du XVIe siècle, né à Paris vers 1501, mort dans la même ville en 1540, troisième fils du médecin Guillaume Cop, originaire de Bâle. 
Son père était un ami personnel d'Érasme, de Jacques Lefèvre d'Étaples, de Guillaume Budé. Il fit des études au Collège de Montaigu et se lia à Jean Calvin (comme son frère Michel, qui devint plus tard pasteur à Genève). À partir de 1530, il enseigna la philosophie au collège Sainte-Barbe. Le 10 octobre 1533, il fut élu recteur de l'Université de Paris. Il mena campagne pour la réhabilitation du Miroir de l'âme pécheresse (1531), texte de Marguerite de Navarre condamné par la faculté de théologie, et le 1er novembre prononça au couvent des Mathurins un discours sur la nécessaire réforme de l'Église inspiré par son ami Calvin, qui demeurait alors au collège Fortet. Les conservateurs se mobilisèrent : deux franciscains déférèrent plusieurs propositions du texte devant le Parlement de Paris. Nicolas Cop voulut se réclamer des immunités de l'Université et de son recteur pour rejeter la juridiction de celui-ci, mais il ne sentit pas assez soutenu dans une assemblée qui se tint aux Mathurins le 19 novembre. Finalement, il préféra s'enfuir à Bâle. Calvin lui-même, qui avait dû se cacher, l'y rejoignit en janvier 1535. Cette ville était alors sous l'influence du réformateur Œcolampade.
Cependant, entre l'exemple de son frère Jean, qui était chanoine et canoniste à Paris, et celui de son frère Michel, qui devint pasteur à Genève, il choisit de retourner à Paris, où il passa sa licence de médecine en mai 1536. En 1537, il fut envoyé en Écosse, où la fille du roi François Ier, Madeleine, ayant épousé Jacques V d'Écosse, était tombée gravement malade, et d'ailleurs mourut le 7 juillet. De retour à Paris, il y enseigna la médecine, mais mourut brusquement à la fin de l'année universitaire 1539–1540.